# Красногорне
Красного́рне (рос. Красногорное, ерз. Красногорное) — село у складі Чамзінського району Мордовії, Росія. Входить до складу Великоремезьонського сільського поселення.
Стара назва — Ішаки.

## Населення
Населення — 63 особи (2010; 65 у 2002).
Національний склад (станом на 2002 рік):
- росіяни — 77 %